# Bromus commutatojaponicus
Bromus commutatojaponicus là một loài thực vật có hoa trong họ Hòa thảo. Loài này được Nyár. mô tả khoa học đầu tiên năm 1942.